# Zakład Oczyszczania Ścieków Kujawy
Zakład Oczyszczania Ścieków Kujawy – oczyszczalnia ścieków w Krakowie otwarta w 1999 roku, zlokalizowana w Dzielnicy XVIII Nowa Huta. Oczyszcza ścieki z terenu Nowej Huty i przemysłowe z kombinatu metalurgicznego. Dodatkowo przez kolektor DTW przyjmuje ścieki z lewobrzeżnego kolektora Białuchy tzw. III obwodnicy i Łęgu. Oczyszczanie prowadzone jest w sposób mechaniczno-biologiczny ze wspomaganiem chemicznym. Oczyszczone ścieki są odprowadzane do Wisły. Oczyszczalnia ma wydajność 70 tys. m³/dobę, średni przepływ – 54,9 tys. m³/dobę (2015).

## Lokalizacja
Oczyszczalnia została zlokalizowana na wschód od zabudowanych terenów mieszkalnych i na południe od Huty ArcelorMittal, na obszarze należącym do dawnej wsi Pleszów (przysiółek Kujawy), 200 m od obwałowania rzeki Wisły w rejonie stopnia i śluzy w Przewozie przy ul. Dymarek 9. Z oczyszczalnią współpracuje przepompownia położona w odległości ok. 2 km na wschód (przysiółek Chałupki), która przy wysokim poziomie Wisły przepompowuje oczyszczone ścieki otwartym żelbetowym kolektorem do Wisły.

## Historia

### Lata 50. XX wieku
Nowa Huta już podczas budowy została skanalizowana, jedna ścieki były odprowadzane bezpośrednio do Wisły. Jeszcze w latach 50. XX wieku planowano budowę oczyszczalni ścieków. Został zaplanowany kolektor zbiorczy z ujściem do potoku Suchy Jar (w Pleszowie) i oczyszczalnia mechaniczno-biologiczna w Branicach. Przy układaniu kolektora końcowego o przekroju 0,9 × 1,8 m okazało się, że ze względu na warunki hydrotechniczne konieczne jest fundamentowanie go na palach i ławie żelbetonowej. Budowa pochłonęła pieniądze przewidziane na całość inwestycji, dlatego oczyszczalnia nie powstała.

### Lata 70. i 80. XX wieku
Do planów powrócono w latach 70. XX wieku, gdy liczba mieszkańców Nowej Huty wzrosła do ponad 200 tysięcy, a produkcja Huty im. Lenina czterokrotnie. Przystosowaniem projektu zajęło się Biuro Projektów Budownictwa Komunalnego, zmieniając lokalizację z Branic na Kujawy. Projekt miał być realizowany dwuetapowo: najpierw kolektor, a potem oczyszczalnia. W latach 1980–1985 udało się zrealizować tylko pierwszy etap – zbudowano nowy kolektor.

### Lata 90. XX wieku
Pod koniec lat 80. XX wieku postanowiono zbudować oczyszczalnię ścieków komunalnych i przemysłowych. Problemem było oczyszczenie ścieków z Huty im. Sendzimira z azotu i fenoli. Technologię ich usuwania opracował instytut Zaopatrzenia w Wodę i Ochrony Środowiska Politechniki Krakowskiej. W 1987 roku została zawarta umowa między Hutą im. Sendzimira a gminą Kraków zgodnie z którą zostały podzielone koszty budowy. HTS miał sfinansować 34%, a miasto 66%. W latach 1990–1994 wykonano roboty ziemne i konstrukcje żelbetonowe. W 1994 roku z powodu ograniczenia produkcji koksu i opracowanie metody lokalnego unieszkodliwianie ścieków Huta im. Sendzimira wycofała się z finansowania budowy oczyszczalni.
W 1995 roku inwestycję przejęło Miejskie Przedsiębiorstwo Wodociągów i Kanalizacji. Koszty budowy sfinansowano z Narodowego Funduszu Ochrony Środowiska i pieniędzy MPWiK. W 1999 roku ukończono 2 z czterech planowanych nitek ściekowych. Uroczyste otwarcie miało miejsce 5 maja 1999 roku. Obiekt został poświęcony przez kardynała Franciszka Macharskiego. W uroczystym otwarciu udział wzięli parlamentarzyści, władze Krakowa z prezydentem Andrzejem Gołasiem i Małopolski z wojewodą Ryszardem Masłowskim na czele.
Już w 1999 roku rozpoczęto wykorzystywanie biogazu do ogrzewania i celów technologicznych. W 2002 roku zostały zainstalowane generatory do produkcji energii elektrycznej i ciepła.

### XXI wiek
W 2010 roku zakończono budowę Kolektora Dolnej Terasy Wisły o średnicy 1000 mm i długości 6,2 km oraz dwóch rurociągów tłocznych. Pompownia ścieków o przepustowości 0,9 m³/s tłoczy ścieki do mającej rezerwy przepustowości oczyszczalni Kujawy, optymalizując w ten sposób pracę obu systemów kanalizacyjnych: krakowskiego i nowohuckiego. W latach 2013–2015 zostały wykonane prace modernizacyjne, których celem było uruchomienie dotychczas nieużywanej czwartej linii technologicznej oraz renowacja trzech pozostałych.

## Nagrody
- Zielony Laur 2015 za modernizację i rozbudowę Oczyszczalni Ścieków Kujawy przyznany przez Polską Izbę Gospodarczą „Ekorozwój”[9]
- wyróżnienie w konkursie Ekolaury Polskiej Izby Ekologii 2017 dla MPWiK za projekt „Gospodarka wodno-ściekowa w Krakowie – Etap II” realizowany w latach 2013–2015. W ramach prowadzonych prac zmodernizowano i rozbudowano Oczyszczalnię Ścieków „Kujawy”[10]